# Sven G. Andersson
Sven Gustaf Andersson (i riksdagen kallad Andersson i Örebro), född 14 juli 1917 i Örebro norra församling, död 29 november 2011 i Almby församling i Örebro län, var en svensk frisör och politiker (folkpartist). 
Sven G. Andersson, som var son till en frisörmästare, arbetade själv som frisör men blev aldrig frisörmästare själv. Han hade en bror, Karl-Axel Andersson, som drev frisersalongen medan Sven G. Andersson var i riksdagen. På grund av det så arbetade Sven G. Andersson sporadiskt i företaget i Örebro 1931–1982. Han var ledamot i Örebro stadsfullmäktige 1963–1966 och var även ordförande för Folkpartiets partiavdelning i staden.
Han var riksdagsledamot 1965–1982 för Örebro läns valkrets (fram till 1970 i andra kammaren). I riksdagen var han bland annat ledamot i allmänna beredningsutskottet 1969–1970 och näringsutskottet 1971–1982. Han var särskilt engagerad i småföretagsfrågor.
Han var från 1944 gift med Ragna Viktoria Andersson (1920–2012).